# Apogon endekataenia
 Apogon endekataenia és una espècie de peix de la família dels apogònids i de l'ordre dels perciformes.

## Morfologia
Els mascles poden assolir els 14 cm de longitud total.

## Distribució geogràfica
Es troba al Pacífic occidental: des de la badia de Tòquio (Japó) fins a Taiwan i Samoa.